# КД-МВ
КД-МВ — советский капсюль-детонатор накольного действия для использования в механических взрывателях с накольными устройствами. Состоит из металлической гильзы и чашечки, снаряженных накольным составом, азидом свинца и тэном. Место стыка чашечки с гильзой загерметизировано шеллачным лаковым покрытием; центральная часть чашечки, заполненная азидом свинца, имеет зауженность. 
КД-МВ относится к капсюлям-детонаторам военного назначения; применяется во взрывателях некоторых противотанковых мин (например ТМ-57).

## Техническая спецификация
Сводная таблица основных технических параметров:
| Показатели       | Значения |
| ---------------- | -------- |
| Высота           | 17,0 мм  |
| Диаметр колпачка | 10,2 мм  |
| Полная масса     | 5,4 г    |
| Вес ВВ           | 1,4 г    |